# Gele Semayang
Gele Semayang is een bestuurslaag in het regentschap Bener Meriah van de provincie Atjeh, Indonesië. Gele Semayang telt 199 inwoners (volkstelling 2010).